# Икарус ММ-2
Икарус ММ-2 је југословенски прототип школског нискокрилног авиона модерних аеродинамичких линија за напредну прелазну тренажну обуку мешовите дрвене и металне конструкције са увлачећим стајним трапом и затвореном кабином који је направљен у фабрици Икарус 1940. године када је и обављен први успешан пробни лет. ММ-2 је конструисан од више него талентованог ваздухопловног инжињера мајора Драгутина Милошевића и представљао је четврти авион у свету у својој класи чију планирану серијску производњу је прекинуо Немачки и италијански напад на Југославију априла 1941. године. После рата, наследници овог авиона исте намене и класе су били Утва 212 и Утва 213 који су се серијски производили од 1950. до 1955. године.

## Развој идејног пројекта
Почетком 1930-их у свету долази до развоја снажнијих авио-мотора као и до нових сазнања из аеродинамике која ће кључно утицати на развојне концепте летелица. У Југославији домаћи стручњаци и авио-индустрија се крећу у том смеру, ради се на развоју и серијској производњи нових ловачких авиона модерних аеродинамичких линија, висококрилца Икарус ИК-2 и нискокрилца Рогожарски ИК-3, који су се битно разликовали од претходне генерације ловаца. Са појавом нове генерације ловачких авиона, нискокрилаца с увлачећим стајним трапом, затвореном кабином и брзином која су се кретале око 500 km/h изнедрио се проблем школовања пилота јер су се у саставу ЈКРВ налазили авиони за основну и прелазну обуку који су били знатно спорији у односу на нове авионе великих брзина. Ваздухопловни инжењер и војни пилот мајор Драгутин Милошевић 1936. године започео је студију школског нискокрилног авиона за напредну прелазну обуку пилота ловаца. Конструктор Милошевић је до краја 1937. године завршио идејни пројекат летелице означена као М-1 који је конципиран да погонску групу чини линијски мотор Рено 60-02 од 162 kW (220КС) са двокраком металном елисом. Обиман пројекат је садржао све потребне аеродинамичке прорачуне који су се односили на избор мотора и елисе, прорачуне перформанси и стабилности као и основне цртеже авиона и структуре. Авион је био предвиђен да има тандем седишта, са дуплим командама лета и затвореном кабином, док је предвиђена маса опремљеног авиона износила 920 килограма, површина крила 12 квадрата и очекивана максимална брзина 360 km на час на висини од 2000 метара. Међутим, Одсек за конструкције летелица Команде ваздухопловства одбио је овај пројекат због увозних компоненти који се пре свега односио на страни мотор који је требало набавити. Први пројекат авиона М-1 модерних аеродинамичких линија за прелазну тренажну обуку пилота завршен је у време када је на светску сцену ступио први серијски авион исте класе, италијански Нарди ФН 305.

## Израда прототипа и први летови
Инжењер Милошевић већ почетком 1938. године започиње репројектовање авиона М-1 на чијем змају је уградио домаћи мотор ИАМ К-7 (лиценца Gnôme-Rhône 7K) од 309 kW (420КС). Овај пројакат ће добити нову ознаку М-2. За разлику од претходног авиона нови М-2 има повећану укупну масу због новог мотора и предвиђеног стрељачког наоружања која износи 1.262 килограма док је геометрија авиона такође промењена. Дужина авиона износи 7,20 метара уз површину крила од 13,6 квадрата и размак крила од 9,23 м, а укупна висина је повећана на 2,89 м. Поред тога, извршио је измене у делу ногу стајног трапа због стабилности приликом полетања и слетања. Очекивана максимална брзина новог М-2 по прорачунима на висини од 2000 метара при хоризонталном лету износила би 387 km на час. Те 1938. године, на другом крају света, у САД, започела је серијска производња авиона за тренажну обуку војних пилота АТ-6 Харвард, који ће се до 1954. године произвести у 20.300 примерака и налазити у употреби у више од 50 држава. Након интезивног рада пројекат је завршен маја 1939. године. Међутим, пројекту се придружио мајор инж. Ђорђе Манојловић који је својим утицајем и везама успео да се пројекат који је уручен Команди ваздухопловства јуна 1939. године брзо прихвати. Пројект добија ознаку ММ-2 по иницијалима Милошевић - Манојловић. Израда прототипа је поверена земунском Икарусу који у то време ради на три нова пројекта (авионима:Оркан, Аеро-2 и Б-5). Исте године је завршено испитивање модела у Ајфеловом аеротунелу која су потврдила све прорачуне. Радови на изради прототипа су завршени новембра месеца 1940. године. У међувремену, у Немачкој је 1939. године отпочела производња Арадо 96 који ће се произвести у 11.546 примерака. Фабричко тестирање прототипа почело је децембра 1940. године а завршено је марта месеца наредне године. Пробне летове је обавио фабрички пробни пилот Василије Стојановић. Пошто је авион показао изванредне особине, Команда ваздухопловства је откупила прототип са намером да наручи иницијалну серију од 50 примерака Икарус ММ-2 која се због општих околности неће никада реализовати.
Због непосредне ратне опасности, пробни пилот 4. априла 1941. године прелетео је авионом из Земуна у Краљево у састав пребазиране Огледне групе војног ваздухопловства. Пошто је 6. априла 1941. године почео рат, авион је неоштећен заробила немачка војска и септембра месеца авион предала својим савезницима хрватској војсци код које је летео под бројем 6301 на курирским пословима. Уништен је приликом пада при слетању на аеродром Рајловац 13. маја 1942. године. Авион није обновљен јер је штета настала падом била 90%. Драгутин Милошевић је рођен у Земуну 1904. године. Завршио је Машински факултет Универзитета у Београду 1927. године а две године касније одлази на усавршавање у фабрици авиона „Бреге“ у Француску. По повратку у земљу, завршио је пилотску школу 7. ваздухопловног пука у Мостару 1934. године. Године 1936. оженио се мостарком професорком француског језика Анком Тричковић са којом је имао двоје деце. Поред пројекта авиона ММ-2 имао је још низ радова из области ваздухопловства. Након Априлског рата одведен је у заробљеништво у Немачку, где је и умро у логору Бургштајнфурт на самом крају рата 1945. године, не дочекавши слободу. Макета и документација авиона се чува у Музеју ваздухопловства на аеродрому Београд.

## Утва 212 и 213
Непосредно по окончању рата а на основу расписаног интерног конкурса из 1946. године, урађени су пројекти авиона за тренажну прелазну обуку пилота са ознакама 212 и 213, оба са истим мотором Ренџер СВГ-770C-Б1 од 330 kW (450 КС). Први лет прототипа 212 и 213 је изведен 1948. године а након испитивања серијски су се производили у фабрици авиона у Панчеву од 1950. до 1955. године. Укупно је направљено 196 авиона Утва 213 и 60 примерака Утва 212.

## Наоружање
| Наоружање авиона: Икарус ММ-2  |                                      |
| Ватрено (стрељачко) наоружање  |                                      |
| Топ                            |                                      |
| Митраљез                       |                                      |
| Број и ознака митраљеза        | 2 х Дарн                             |
| Број метака                    | 2 х 175                              |
| Калибар                        | 7,7                                  |
| Бомбардерско наоружање (бомбе) |                                      |
| Класичне авио бомбе            | слободно падајуће авио бомбе 4 х 10; |
| Укупна маса                    | 40                                   |
| Број тачака за подвешавање     | 4                                    |
| Ракетно наоружање (ракете)     |                                      |

## Земље које су користиле овај авион
| - Југославија: - Независна Држава Хрватска |